# 小行星2214
小行星2214（2214 Carol）是一颗绕太阳运转的小行星，为主小行星带小行星。该小行星于1953年4月7日发现。
該小行星以小行星中心的職員卡洛爾·D·瓦倫蒂（Carol D. Valenti）命名。

## 轨道参数
小行星2214的轨道半长轴为3.1682311 UA，离心率为0.261。